# Tim (film)
Tim – australijski film fabularny z 1979 roku w reżyserii Michaela Pate'a. Ekranizacja powieści Colleen McCullough.

## Obsada
- Piper Laurie - Mary Horton
- Mel Gibson - Tim
- Alwyn Kurts - Ron Melville
- Pat Evison - Em Melville
- Peter Gwynne - Tom Ainsley
- Deborah Kennedy - Dawnie Melville
- David Foster - Mick Harrington
- Michael Caulfield - John Harrington
- Margo Lee - Pani Harrington
- James Condon - Pan Harrington
- Brenda Senders - Pani Porter
- Kevin Leslie - Curly
- Allan Penney - Pan Thompson
- Brian Barrie - Doktor Perkins
- Geoff Usher - Duchowny
- Bill Charlton - Budowniczy
- Sheila McGuire - Taylor
- Doris Goddard - Maud
- Catherine Bray - Pani Martinson
- Arthur Faynes
- Louise Pago - Sekretarka

## Fabuła
Historia romansu 24-letniego, upośledzonego Tima i jego samotnej sąsiadki.

## Opinie o filmie
- The Best of Video. Poradnik: kino, tv, sat, video, pod red. Witolda Nowakowskiego[1]

Film utrzymany w ciepłym, pogodnym klimacie w subtelny sposób dotyka skomplikowanych problemów.